# Chapelle de Bjørnfjell
 (juillet 2025).
La chapelle de Bjørnfjell (en bokmål : Bjørnfjell kapell) se trouve dans la commune de Narvik et le comté de Nordland, en Norvège. Elle est rattachée à la paroisse de Bjerkvik, au doyenné d'Ofoten et au diocèse de Sør-Hålogaland. Elle est protégée au titre de kulturminne.
Cette chapelle blanche en bois est construite en 1952 à Bjørnfjell, dans la commune de Narvik, non loin de la frontière norvégo-suédoise. Elle est conçue par l'architecte Bjarne Romsloe.

## Source de la traduction
- (en) Cet article est partiellement ou en totalité issu de l’article de Wikipédia en anglais intitulé « Bjørnfjell Chapel » (voir la liste des auteurs).